# Фаедо Валтелино
Фаѐдо Валтелѝно (на италиански: Faedo Valtellino, на западноломбардски: Faeet, Фаеет) е село и община в Северна Италия, провинция Сондрио, регион Ломбардия. Разположено е на 557 m надморска височина. Населението на общината е 580 души (към 2010 г.).